# Dobrojewo (przystanek kolejowy)
Dobrojewo – zamknięty przystanek osobowy a dawniej ładownia w Dobrojewie na linii kolejowej nr 368 Szamotuły – Międzychód, w woj. wielkopolskim, w Polsce.